# Fußball-Bezirksklasse Leipzig 1933/34
Die Fußball-Bezirksklasse Leipzig 1933/34 war die erste Spielzeit der Fußball-Bezirksklasse Leipzig im Sportgau Sachsen. Sie diente als eine von vier zweitklassigen Bezirksklassen als Unterbau der Gauliga Sachsen. Die Meister dieser vier Spielklassen qualifizierten sich für eine Aufstiegsrunde, in der zwei Aufsteiger zur Gauliga Sachsen ausgespielt wurden.
Die Bezirksliga Leipzig wurde in einer Gruppe mit zwölf Vereinen im Rundenturnier mit Hin-und-Rückspiel ausgetragen. Als Bezirksmeister setzte sich dabei der SV Fortuna Leipzig 02 mit drei Punkten Vorsprung vor dem Leipziger SV 1899 durch und qualifizierte sich dadurch für die Aufstiegsrunde zur Gauliga Sachsen 1934/35. In dieser setzten sich die Leipziger durch und spielten in der kommenden Spielzeit erstklassig. Beide aus der Deutschen Turnerschaft stammenden Mannschaften TV Holzhausen und ATV Leipzig-Paunsdorf stiegen am Saisonende in die 1. Kreisklasse ab.

## Teilnehmer
Für die erste Austragung der Bezirksklasse Leipzig qualifizierten sich folgende Mannschaften:
- Platz 3 bis 10 der Gauliga Nordwestsachsen 1932/33:
  - SpVgg 1899 Leipzig-Lindenau
  - Leipziger SV 1899
  - FC Sportfreunde Leipzig
  - SV Fortuna Leipzig 02
  - VfB Zwenkau 02
  - Sportfreunde Markranstädt
  - FC Eintracht Leipzig
  - TuB Leipzig

- Sieger der beiden Staffeln der 1b-Klasse Leipzig 1932/33:
  - VfL Olympia 96 Leipzig
  - SV Pfeil Leipzig

- Sieger der beiden Staffeln der Leipziger Meisterklasse der Deutschen Turnerschaft 1932/33:
  - TV Holzhausen
  - ATV Leipzig-Paunsdorf

## Abschlusstabelle
| Pl. | Verein                      | Sp. | Tore  | Quote | Punkte |
| --- | --------------------------- | --- | ----- | ----- | ------ |
| 1.  | SV Fortuna Leipzig 02       | 22  | 60:24 | 2,50  | 34:10  |
| 2.  | Leipziger SV 1899           | 22  | 72:43 | 1,67  | 31:13  |
| 3.  | TuB Leipzig                 | 22  | 52:40 | 1,30  | 29:15  |
| 4.  | VfB Zwenkau 02              | 22  | 70:55 | 1,27  | 26:18  |
| 5.  | SpVgg 1899 Leipzig-Lindenau | 22  | 48:49 | 0,98  | 25:19  |
| 6.  | VfL Olympia 96 Leipzig      | 22  | 50:34 | 1,47  | 23:21  |
| 7.  | FC Sportfreunde Leipzig     | 22  | 65:45 | 1,44  | 22:22  |
| 8.  | Sportfreunde Markranstädt   | 22  | 59:52 | 1,13  | 21:23  |
| 9.  | FC Eintracht Leipzig        | 22  | 54:48 | 1,13  | 20:24  |
| 10. | SV Pfeil Leipzig            | 22  | 40:69 | 0,58  | 14:30  |
| 11. | TV Holzhausen               | 22  | 34:74 | 0,46  | 11:33  |
| 12. | ATV Leipzig-Paunsdorf       | 22  | 25:96 | 0,26  | 08:36  |